# Ferdinand von Merveldt (Politiker, 1840)
Graf Ferdinand Anton Wilhelm Maria Franz Clemens Hubert von Merveldt (* 18. März 1840 in Beckum; † 3. November 1905) war ein preußischer Rittergutsbesitzer  und Politiker.
Er entstammte dem westfälischen Uradelsgeschlecht der Merveldt aus dem Münsterland. Seine Eltern waren der Gutsbesitzer Karl von Merveldt (1790–1859) und dessen dritte Ehefrau Marie von Vittinghoff (1819–1886). Am 26. August 1862 heiratete er, der katholischer Konfession war, Mathilde Gräfin von Wolff-Metternich zu Gymnich (* 16. September 1843). Er war Besitzer der Rittergüter Lembeck und Hagenbeck, Geinege, Werne, Westerwinkel, Wolbeck, Huxdieck, Seppenhagen, Freeckenhorst, Empte und Ostendorf. Daneben war er Erbmarschall des Fürstentums Münster, Schloßhauptmann zu Münster und Kammerherr.
1875 war er als Vertreter des Herzogs von Croÿ Teilnehmer am Provinziallandtag der Provinz Westfalen. Von 1880 bis 1885 war er gewähltes Mitglied des Provinziallandtags für die Ritterschaft im Wahlbezirk Ost-Münster. Er war Abgeordneter im Preußischen Herrenhaus.